# Nhảy cao

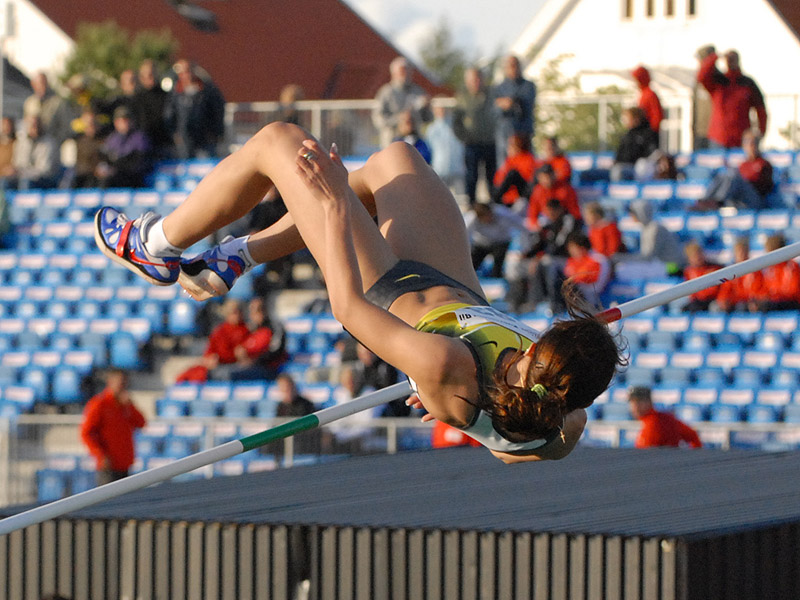
Nhà vô địch Thế vận hội Mùa hè 2004 Yelena Slesarenko đang nhảy úp lưng

Nhảy cao là một nội dung trong môn điền kinh. Trong nội dung này, vận động viên cần phải nhảy qua một thanh xà ngang ở một độ cao nhất định mà không có sự hỗ trợ của bất kì dụng cụ nào. Nội dung này được đưa vào thi đấu tại các kỳ thế vận hội từ thời Hy Lạp cổ đại. Trải qua thời gian, ngày càng nhiều kĩ thuật hiệu quả được các vận động viên áp dụng để đạt đến thành tích như hiện tại. Javier Sotomayor (Cuba) đang nắm giữ kỉ lục nhảy cao nam với thành tích 2 m 45 được thiết lập vào năm 1993. Đây là kỉ lục tồn tại lâu nhất trong lịch sử ở nội dung nam. Stefka Kostadinova (Bulgaria) nắm giữ kỉ lục nhảy cao nữ là 2 m 09, thiết lập năm 1987. Đây cũng là kỉ lục tồn tại lâu đời nhất ở nội dung này.
Hiện nay môn nhảy cao đã phổ biến ở các cuộc thi tại các đại hội thể dục thể thao nhỏ lớn.

## Những vận động viên xuất sắc
Ngoài hai kỉ lục gia nam và nữ, ở đây thống kê những vận động viên hàng đầu của nội dung này. Số liệu thống kê tính đến tháng 4 năm 2010.

### Nam (ngoài trời)
| Thứ tự | Thành tích | Vận động viên      | Quốc tịch | Địa điểm   | Thời gian           |
| ------ | ---------- | ------------------ | --------- | ---------- | ------------------- |
| 1      | 2 m 45     | Javier Sotomayor   | Cuba      | Salamanca  | 23 tháng 7 năm 1993 |
| 2      | 2 m 42     | Patrik Sjöberg     | Thụy Điển | Stockholm  | 30 tháng 6 năm 1987 |
| 3      | 2 m 41     | Igor Paklin        | Liên Xô   | Kobe       | 4 tháng 9 năm 1985  |
| 4      | 2 m 40     | Rudolf Povarnitsyn | Liên Xô   | Donetsk    | 11 tháng 8 năm 1985 |
| 4      | 2 m 40     | Sorin Matei        | România   | Bratislava | 20 tháng 6 năm 1990 |
| 4      | 2 m 40     | Charles Austin     | Hoa Kỳ    | Zürich     | 7 tháng 8 năm 1991  |
| 4      | 2 m 40     | Vyacheslav Voronin | Nga       | London     | 5 tháng 8 năm 2000  |

### Nữ (ngoài trời)
| Thứ tự | Thành tích | Vận động viên      | Quốc tịch | Địa điểm  | Thời gian           |
| ------ | ---------- | ------------------ | --------- | --------- | ------------------- |
| 1      | 2 m 09     | Stefka Kostadinova | Bulgaria  | Roma      | 30 tháng 8 năm 1987 |
| 2      | 2 m 08     | Blanka Vlašić      | Croatia   | Zagreb    | 31 tháng 8 năm 2009 |
| 3      | 2 m 07     | Lyudmila Andonova  | Bulgaria  | Berlin    | 20 tháng 7 năm 1984 |
| 4      | 2 m 06     | Kajsa Bergqvist    | Thụy Điển | Eberstadt | 26 tháng 7 năm 2003 |
| 4      | 2 m 06     | Hestrie Cloete     | Nam Phi   | Paris     | 31 tháng 8 năm 2003 |
| 4      | 2 m 06     | Yelena Slesarenko  | Nga       | Athens    | 28 tháng 8 năm 2004 |
| 4      | 2 m 06     | Ariane Friedrich   | Đức       | Berlin    | 14 tháng 6 năm 2009 |

### Nam (trong nhà)
| Thứ tự | Thành tích | Vận động viên    | Quốc tịch | Địa điểm | Thời gian           |
| ------ | ---------- | ---------------- | --------- | -------- | ------------------- |
| 1      | 2 m 43     | Javier Sotomayor | Cuba      | Budapest | 4 tháng 3 năm 1989  |
| 2      | 2 m 42     | Carlo Thränhardt | Tây Đức   | Berlin   | 26 tháng 2 năm 1988 |
| 3      | 2 m 41     | Patrik Sjöberg   | Thụy Điển | Piraeus  | 1 tháng 2 năm 1987  |
| 4      | 2 m 40     | Hollis Conway    | Hoa Kỳ    | Sevilla  | 10 tháng 3 năm 1991 |
| 4      | 2 m 40     | Stefan Holm      | Thụy Điển | Madrid   | 6 tháng 3 năm 2005  |
| 4      | 2 m 40     | Ivan Ukhov       | Nga       | Athens   | 25 tháng 2 năm 2009 |

### Nữ (trong nhà)
| Thứ tự | Thành tích | Vận động viên      | Quốc tịch | Địa điểm   | Thời gian           |
| ------ | ---------- | ------------------ | --------- | ---------- | ------------------- |
| 1      | 2 m 08     | Kajsa Bergqvist    | Thụy Điển | Arnstadt   | 6 tháng 2 năm 2006  |
| 2      | 2 m 07     | Heike Henkel       | Đức       | Karlsruhe  | 8 tháng 2 năm 1992  |
| 3      | 2 m 06     | Stefka Kostadinova | Bulgaria  | Athens     | 20 tháng 2 năm 1988 |
| 3      | 2 m 06     | Blanka Vlašić      | Croatia   | Arnstadt   | 6 tháng 2 năm 2010  |
| 5      | 2 m 05     | Tia Hellebaut      | Bỉ        | Birmingham | 3 tháng 3 năm 2007  |
| 5      | 2 m 05     | Ariane Friedrich   | Đức       | Karlsruhe  | 15 tháng 2 năm 2009 |